# Iván Duque Márquez
Iván Duque Márquez (phát âm tiếng Tây Ban Nha: [iˈβan ˈdu.ke ˈmaɾkes]; sinh ngày 1 tháng 8 năm 1976) là một chính trị gia người Colombia và luật sư tổng thống Colombia hiện tại, trong văn phòng kể từ ngày 7 tháng 8 năm 2018.
Trước đây, ông phục vụ như một thượng nghị sĩ. Ông là ứng cử viên của Đảng Trung tâm Dân chủ trong cuộc bầu cử tổng thống năm 2018, nơi ông được bầu làm tổng thống trẻ nhất của Colombia trong lịch sử gần đây.